# Pseudophacopteron aulmanni
Pseudophacopteron aulmanni är en insektsart som beskrevs av Malenovsk² och Burckhardt 2009. Pseudophacopteron aulmanni ingår i släktet Pseudophacopteron och familjen Phacopteronidae. Inga underarter finns listade i Catalogue of Life.